# AOAH
AOAH‏ (Acyloxyacyl hydrolase) هوَ بروتين يُشَفر بواسطة جين AOAH في الإنسان.